# 타르가 탑

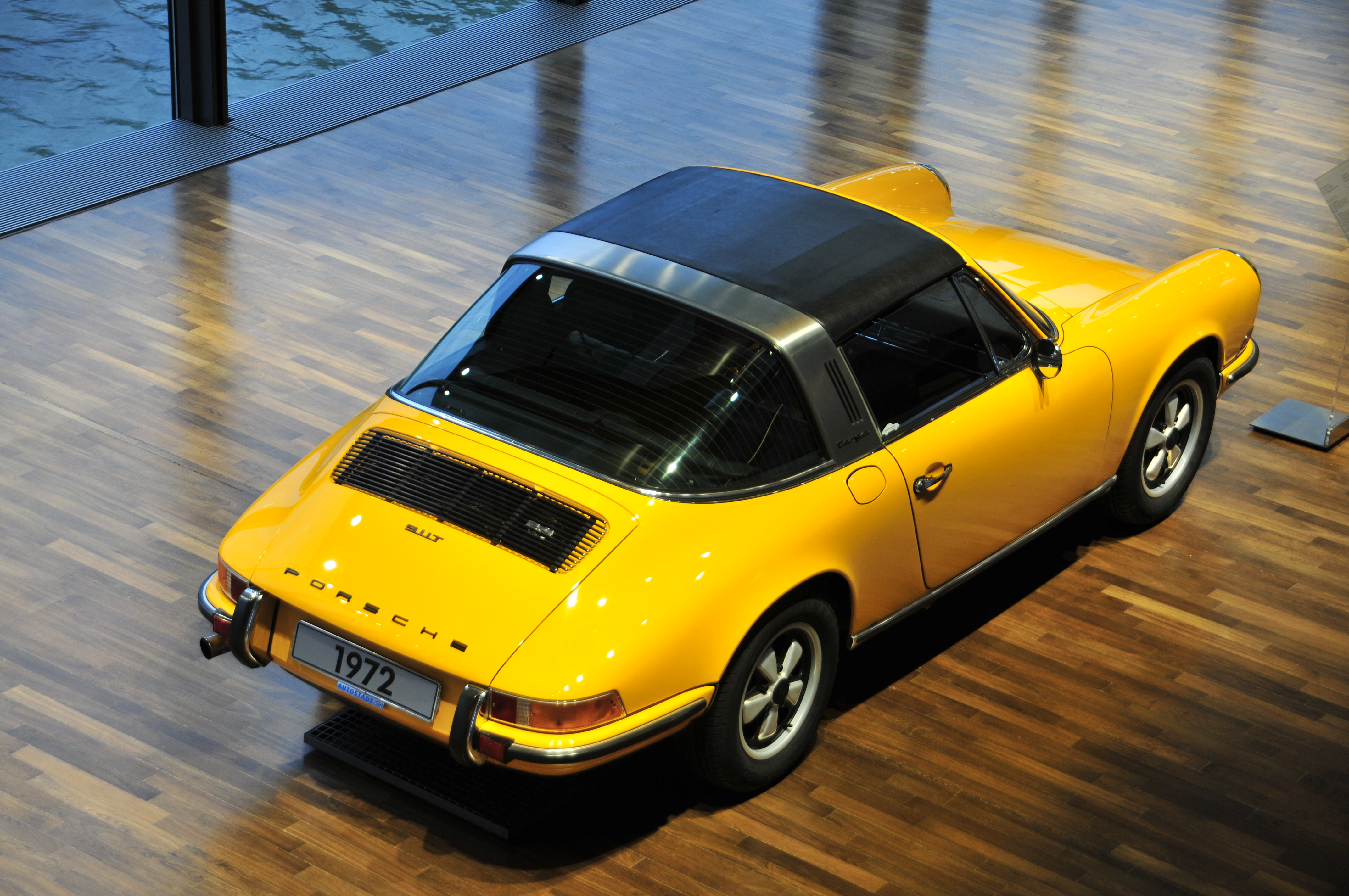
1972년 포르쉐 911T 타르가: "타르가"라는 명칭이 처음 등장한 모델.

타르가 탑(영어: Targa top) 또는 줄여서 타르가는 탈착식 루프 섹션과 좌석 뒤에 전폭 롤 케이지가 있는 반-컨버터블 자동차 차체 형식이다. 이 용어는 1966년 포르쉐 911 타르가에서 처음 사용되었으며, 포르쉐의 등록 상표로 남아있다.
뒷유리는 일반적으로 고정되어 있지만, 일부 타르가 모델에서는 탈착식 플라스틱 접이식 유리로 되어 있어 컨버터블형 차량이 된다. 한쪽에서 시작하여 지붕을 가로질러 반대쪽으로 내려오는 일반적으로 고정된 금속 또는 트림 조각을 때때로 타르가 밴드, 타르가 바 또는 랩오버 밴드라고 부른다.
타르가 탑은 앞유리 상단과 후방 롤 바 사이에 단단하고 분리 불가능한 바가 있고, 일반적으로 창문과 중앙 T-바 사이에 맞는 두 개의 분리된 루프 패널이 좌석 위에 있는 "T-탑"과는 다르다.

## 기원
타르가라는 단어는 1965년 포르쉐 911 타르가에서 처음 사용되었지만, 탈착식 루프 패널 시스템을 처음 사용한 것은 아니었다. 이러한 시스템은 적어도 1930년대부터 이히스파노-수이자 H6B 듀보네 제니아와 같은 자동차에서 존재했다.
조반니 미켈로티가 디자인한 1957년 한정 생산 피아트 1200 "원더풀" 바이 비냘레는 이러한 탈착식 루프 패널 시스템을 전후에 처음으로 사용한 것으로 알려졌다. 1961년의 트라이엄프 TR4 또한 미켈로티가 디자인했으며, 유사한 시스템을 특징으로 했고, 트라이엄프는 이를 서리 탑이라고 정의했다. 1964년 사브 캐서리나 프로토타입과 1965년 토요타 스포츠 800은 1967년 포르쉐 911 타르가 이전에 모두 유사한 시스템을 사용했다.
타르가 스타일의 루프 개방은 1960년대와 1970년대에 미국 교통부 (DOT)가 자동차 전복 시 탑승자의 안전 문제로 컨버터블을 금지할 것이라는 우려가 제기되면서 인기를 얻었다. 그 결과, 제조업체들은 타르가 탑이나 T-탑을 채택했다. 포르쉐가 이 차체 스타일을 대중화하는 데 기여하면서, 그들은 "타르가"라는 이름에 대한 상표권을 획득했고, 제조업체들은 탈착식 탑에 대한 대체 이름을 찾았다. 포르쉐는 시칠리아에서 열리는 로드 레이스인 타르가 플로리오에서 "타르가"라는 이름을 얻었는데, 여기서 포르쉐는 매우 성공적이었다. 타르가는 이탈리아어로 "판" (또는 명찰)을 의미한다.
타르가와 T-탑의 수는 메르세데스-벤츠 SLK와 같은 개폐식 하드톱과 접이식 금속 루프를 갖춘 풀 컨버터블을 선호하고, 좌석 뒤의 팝업 롤 케이지와 앞유리에 통합된 전면 롤오버 바를 갖춘 더 나은 구조 공학으로 인해 제조업체들이 생산을 중단하면서 서서히 감소했다.

타르가 탑 차체 스타일 (피아트 X1/9 예시)
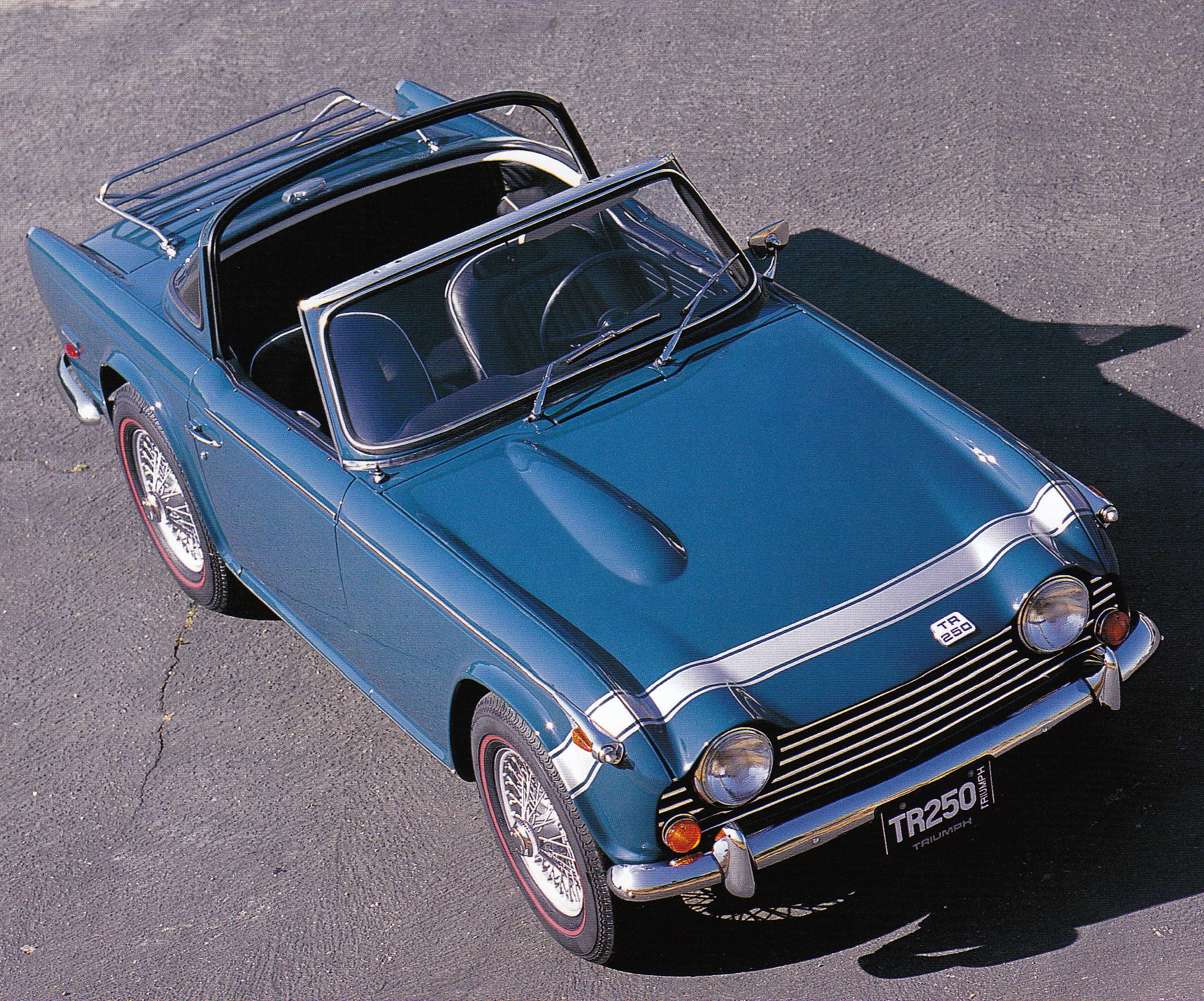
트라이엄프 TR250 서리 탑

## 유리 지붕
1996년, 포르쉐 993 타르가에서 개폐식 유리 지붕이 데뷔했으며, 이 디자인은 996과 997 타르가에서도 계속되었다. 유리 지붕은 뒷창문 아래로 수납되어 큰 개방부를 드러냈다. 닫힌 지붕의 온실 효과를 막기 위한 가리개가 있었다. 이 시스템은 이전 타르가 모델이 탈착식 루프 섹션과 롤 바로 기능하는 넓은 B-필러를 가지고 있었던 것과 달리 완전히 재설계되었다. 새로운 유리 지붕 디자인은 993 타르가가 다른 911 카레라 변형 모델과 거의 동일한 측면 프로파일을 유지할 수 있게 했고, 구 시스템에서 제거된 탑을 보관하는 불편함을 없앴다. 타르가는 카브리올레의 차체에 타르가 유리 지붕이 패브릭 지붕을 대체하는 형태였다. 911 타르가는 완전히 새로운 996 모델로 이어졌고, 들어 올릴 수 있는 해치백 유리창을 얻었다. 이는 차례로 911의 후기 997 모델에도 사용되었다.

## 전동 루프

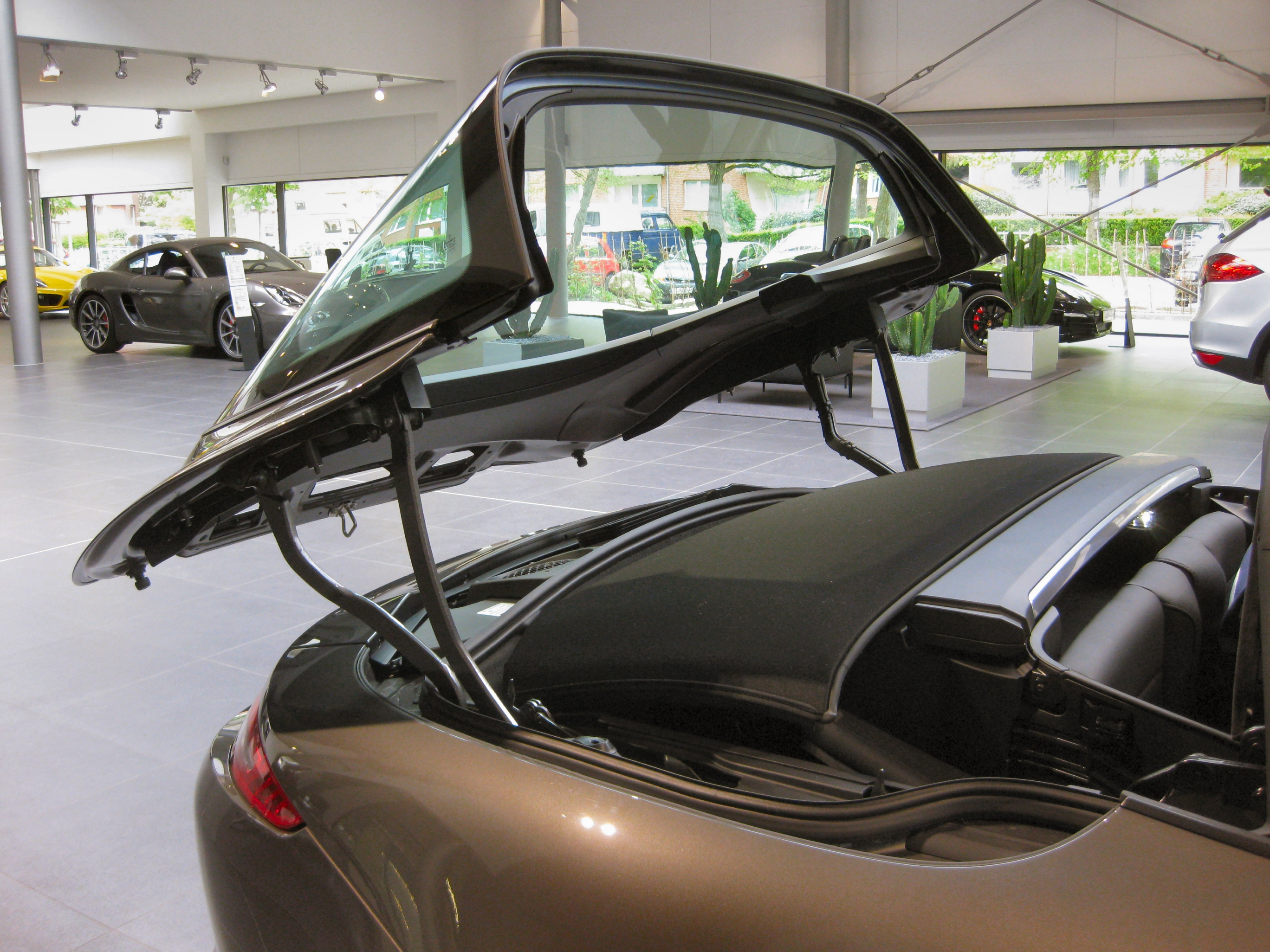
포르쉐 991 타르가 탑이 후방 유리 지붕이 뒤로 움직이면서 수납된 위치

가장 최근의 두 세대 911, 즉 991 및 992 유형의 도입 및 생산과 함께 포르쉐는 타르가를 이전 수랭식 996/997 유형 차량과는 다른 방향으로 가져가기로 결정했다. 최신 타르가는 2013년과 2019년에 출시되었으며, 993/996/997 유형 타르가와 달리, 새로운 차량은 전면 좌석을 가로지르는 견고한 루프 패널을 사용하여 초기 타르가 뿌리로 어느 정도 회귀했다. 그러나 초기 911의 수동으로 들어 올리는 패널과 달리, 991 및 992 유형 타르가의 루프 패널은 자동 리프트어웨이 및 후면 유리 루프 아래 보관을 위해 기계화되어 있으며, 루프 패널이 수납 위치로 배치될 때 후면 유리 루프 자체도 기계적으로 들어 올려져 방해되지 않도록 한다. 991 유형 타르가는 공랭식 세대 타르가의 가장 명확하고 공개적인 디자인 특징이었던 타르가 바의 스타일링 기능을 다시 가져왔지만, 이전 타르가 후프와 달리 991 유형에 사용된 것은 여러 부분으로 나뉘어 있으며, 수평 스팬 부재는 물리적으로 분리된 부분으로, 루프 패널과 전동 구성 요소가 차량 내부에 수납될 때 뒤로 미끄러질 수 있도록 수직 지지대에서 스스로 들어 올려지도록 기계화되어 있다.

## 회전식 루프

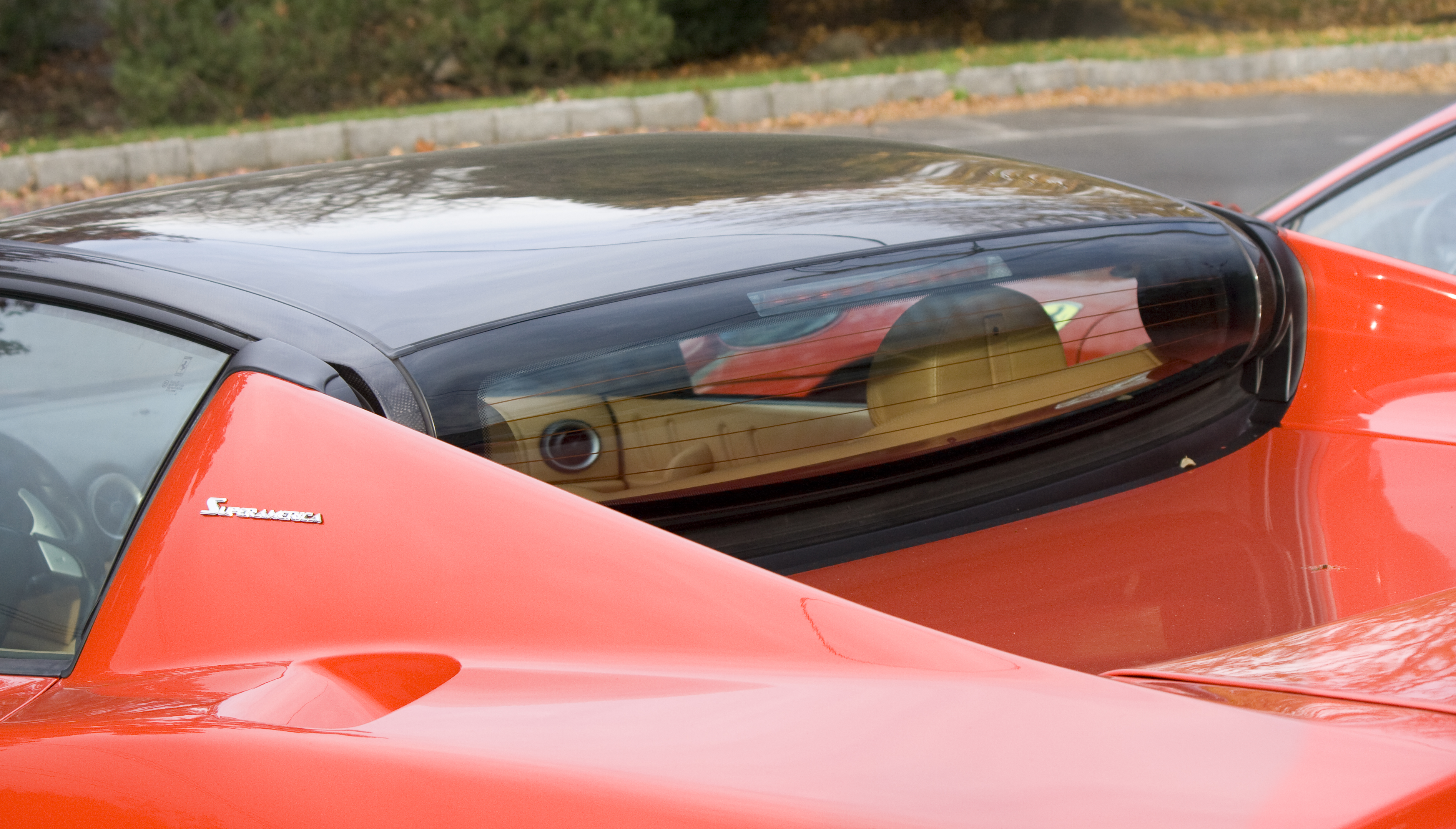
페라리 수퍼아메리카 접이식 루프

페라리는 2005년 페라리 수퍼아메리카에 적용된 180° 회전식 루프를 통해 타르가 루프와 접이식 금속 루프의 하이브리드 변형을 선보였는데, 이는 레오나르도 피오라반티가 2000년 그의 알파 로메오 볼라 콘셉트에서 미리 선보였던 것이다. 이 콘셉트는 2010년 르노 윈드에도 사용되었다.

## 전통적인 타르가 탑의 예시
- 알파 로메오 볼라 (2000년 콘셉트 - 회전식 루프)
- AMC 이글 선댄서 (1980–84)
- 벤틀리 컨티넨털 SC
- BMW 3 시리즈 바우어 카브리올레 E21 TC1 (1978-1982), E30 TC2 (1983–1991), E36 TC4 (1992–1996)
- 부가티 베이론 그랜드 스포츠/비테스 (2009-2015)
- 쉐보레 콜벳 쿠페 (1984–현재)
- 닷지 바이퍼
- 페라리 308 GTS
- 페라리 328 GTS
- 페라리 348 ts/GTS
- 디노 246 GTS
- 페라리 F355 GTS
- 페라리 F50
- 페라리 수퍼아메리카 (회전식 루프)
- 피아트 X1/9
- 포드 GTX-1 (1966년 세브링 12시간 레이스 우승자)
- 포드 GTX-1 로드스터 (2005)
- 혼다 CR-X 델 솔
- 혼다 NSX-T
- 혼다 S660
- 재규어 XJ-SC "트윈 타르가" 카브리올레 (1984–1988)
- 코닉세그 (모든 모델)
- 람보르기니 디아블로 VT 로드스터
- 람보르기니 미우라 로드스터 (원오프)
- 람보르기니 아벤타도르 로드스터
- 람보르기니 실루엣
- 람보르기니 잘파
- 란치아 베타 스파이더 (자카토)
- 로터스 엘리스
- 마세라티 MC12
- 마트라 530
- 마쓰다 MX-5 RF
- 메르세데스-벤츠 실버 라이트닝
- 닛산 100NX
- 닛산 URGE
- 닛산 300ZX
- 오펠 스피드스터
- 폰티악 솔스티스 쿠페 (2009)
- 포르쉐 911 타르가 (1966–현재)
- 포르쉐 912 타르가
- 포르쉐 914
- 포르쉐 카레라 GT
- 포르쉐 918
- 크발레 망구스타
- 르노 윈드
- 사브 캐서리나 프로토타입 (1964)
- 스마트 로드스터
- 스즈키 사무라이
- 스즈키 카푸치노 (선택 사항)
- 테슬라 로드스터 (2008)
- 테슬라 로드스터 (2020)
- 토요타 스포츠 800 (1965–1969)
- 토요타 수프라
- 트라이엄프 TR4 서리 탑 (1961)
- 트라이엄프 TR4A 서리 탑 (1965)
- 트라이엄프 TR250 서리 탑 (1967)
- TVR 터스칸 스피드 식스

## 같이 보기
- 선루프
- 컨버터블
- T-탑